# Джейго ван Оммерен
Дже́йго ван О́ммерен (нід. Jaygo van Ommeren; нар. 8 травня 2008) — нідерландський футболіст, півзахисник клубу «Утрехт», який виступає за резервну команду «Йонг Утрехт».

## Клубна кар'єра
Вихованець команди «АВВ Зебюргія» з рідного міста, в 2017 року приєднався до академії «Утрехта». 21 січня 2025 року продовжив контракт з клубом до середини 2028 року.
20 січня 2025 року дебютував за резервну команду «Йонг Утрехт» в матчі Еерстедивізі проти «Де Графсхапа», замінивши Івара Дженнера.
24 липня 2025 року дебютував в основному складі «Утрехта» у віці 17 років в матчі кваліфікації Ліги Європи УЄФА проти молдавського «Шерифа», вийшовши на заміну Алонсо Енгванда.

## Кар'єра в збірній
Виступав за збірні Нідерландів до 15, до 16 і до 17 років.

## Статистика виступів
Станом на 24 липня 2025 
| Клуб              | Сезон             | Чемпіонат         | Чемпіонат | Чемпіонат | Кубок | Кубок | Єврокубки | Єврокубки | Інші  | Інші | Всього | Всього |
| Клуб              | Сезон             | Дивізіон          | Матчі     | Голи      | Матчі | Голи  | Матчі     | Голи      | Матчі | Голи | Матчі  | Голи   |
| ----------------- | ----------------- | ----------------- | --------- | --------- | ----- | ----- | --------- | --------- | ----- | ---- | ------ | ------ |
| Йонг Утрехт       | 2024–25           | Еерстедивізі      | 1         | 0         | —     | —     | —         | —         | —     | —    | 1      | 0      |
| Йонг Утрехт       | 2025–26           | Еерстедивізі      | 0         | 0         | —     | —     | —         | —         | —     | —    | 0      | 0      |
| Утрехт            | 2025–26           | Ередивізі         | 0         | 0         | 0     | 0     | 1         | 0         | 0     | 0    | 1      | 0      |
| Всього за кар'єру | Всього за кар'єру | Всього за кар'єру | 1         | 0         | 0     | 0     | 1         | 0         | 0     | 0    | 2      | 0      |

1. ↑  Матчі в Лізі Європи УЄФА